# Euclytia flava
Euclytia flava là một loài ruồi trong họ Tachinidae.